# エアリアル (アルバム)
『エアリアル』（Aerial）は、イギリスのシンガーソングライター、ケイト・ブッシュが2005年に発表した8作目のスタジオ・アルバム。『レッド・シューズ』（1993年）以来12年振りに発表された新作である。
2018年、本人とジェームス・ガスリーによるリマスターで再発売されている。

## 背景
1998年、ケイト・ブッシュは長男アルバート（バーティ）を授かったが、ブッシュ自身はこのニュースを公にせず、友人のピーター・ガブリエルがテレビのインタビューで口を滑らせてしまうまで秘密となっていた。ブッシュはそのことに関して「彼のプライバシーを守ると同時に、できる限り普通の幼年期を過ごさせてあげたかった」と語っている。そして本作には、ブッシュが息子を讃えた曲「バーティ」が収録された。
本作は2枚組アルバムとして発売され、ディスク1は「ア・シー・オブ・ハニー」と、ディスク2は「ア・スカイ・オブ・ハニー」と題されたコンセプト・アルバムになっている。

## 反響
本作からの先行シングル「キング・オブ・ザ・マウンテン」は全英シングルチャートで4位に達した。そして、本作は全英アルバムチャートで3位に達し、自身9作目の全英トップ10アルバムとなった。また、ドイツのアルバム・チャートでも3位に達し、同国では『愛のかたち』（1985年）以来となるトップ5入りを果たした。オランダのアルバム・チャートでは初登場7位となり、『愛のかたち』以来20年振りにトップ10入りして、合計33週にわたりトップ100圏内に入った。

## 収録曲
全曲ともケイト・ブッシュ作。

### ディスク1: ア・シー・オブ・ハニー
1. キング・オブ・ザ・マウンテン - "King of the Mountain" - 4:53
2. π〜円周率 - "π" - 6:09
3. バーティ - "Bertie" - 4:18
4. バルトロッツィ夫人 - "Mrs. Bartolozzi" - 5:58
5. 透明人間になる方法 - "How to Be Invisible" - 5:32
6. ジョアンニ - "Joanni" - 4:56
7. コーラル・ルーム - "A Coral Room" - 6:12

### ディスク2: ア・スカイ・オブ・ハニー
1. プレリュード - "Prelude" - 1:26
2. プロローグ - "Prologue" - 5:42
3. 建築家の夢 - "An Architect's Dream" - 4:50
4. ペインターズ・リンク - "The Painter's Link" - 1:35
5. サンセット - "Sunset" - 5:58
6. エアリアル・タル - "Aerial Tal" - 1:01
7. サムウェア・イン・ビトウィーン - "Somewhere in Between" - 5:00
8. ノクターン - "Nocturn" - 8:34
9. エアリアル - "Aerial" - 7:52

## 参加ミュージシャン
- ケイト・ブッシュ - ボーカル、ピアノ、キーボード
- ダン・マッキントッシュ - ギター
- エリジロ・クインテイロ - ルネッサンス・ギター
- ゲイリー・ブルッカー - ハモンドオルガン、バッキング・ボーカル
- エバーハルト・ウェーバー - ベース
- ジョン・ギブリン - ベース
- デル・パーマー - ベース
- ピーター・アースキン - ドラムス
- スチュアート・エリオット - ドラムス
- スティーヴ・サンガー - ドラムス
- ボスコ・ドリヴェイラ - パーカッション
- ロビン・ジェフリー - ルネッサンス・パーカッション
- リチャード・キャンベル- ヴィオール
- スーザン・ペル - ヴィオール
- クリス・ホール - アコーディオン
- マイケル・ウッド - ボーカル(on "A Coral Room")
- ロルフ・ハリス - ボーカル(on "The Painter's Link")、ディジュリドゥ
- バーティ・ブッシュ - ボーカル(on "Somewhere in Between")
- ロル・クレーム - バッキング・ボーカル
- パディ・ブッシュ - バッキング・ボーカル
- ビル・ダン - ストリングス・アレンジ(on "Burtie")
- マイケル・ケイメン - オーケストラ・アレンジ、指揮
- ロンドン・メトロポリタン・オーケストラ